# Ludovicus Duretus
Ludovicus Duretus (em francês: Louis Duret) (* Brescia, Itália, 1527 - † Paris, 22 de Janeiro de 1586), foi médico francês.
Descendente de uma família nobre da Brescia, que então pertencia aos Duques da Savóia, foi um dos médicos mais famosos de sua época, segundo Ambroise Paré, e praticou o seu ofício em Paris com grande reputação.  Foi médico particular dos reis da França Carlos IX e Henrique III.  Chegou a Paris muito jovem, sem dinheiro ou amigos, no entanto, adquiriu distinção em seus estudos de beletrismo e medicina, estudou grego, latim e árabe (as três línguas da Medicina da época), e quando conseguiu seu doutorado na universidade, adquiriu muita prática; um casamento muito vantajoso o introduziu na corte, e uma nomeação como Professor de Medicina.
Henry Til, que tinha particular estima e afeição por ele, concedeu-lhe uma pensão de quatrocentas coroas de ouro, herdadas pelos seus cinco filhos.  Foi preceptor de Achille de Harlay.  Ele estudou medicina, sob a orientação de Jacobus Sylvius e Jacques Houllier.  Nomeado para o Colégio Real em 1568, alí permaneceu dezoito anos.  Duret tinha uma memória prodigiosa: foi dito que ele sabia de cor todas as obras de Hipócrates do qual fez juramento, no entanto, foi muito crítico com relação aos múltiplos tratamentos da medicina árabe.
Em 1586, Duretus fez casar a sua filha Catarina com o também médico e diplomata francês Arnoult de Lisle.  Na cerimônia compareceu também o rei Henrique III que fez questão de presentear a novia com vasos de ouro e de prata.  Na ocasião, o rei lhe haveria dito que se ele tivesse um filho, não hesitaria em confiar a sua educação a Duretus.
Ele sempre esteve vinculado à doutrina de Hipócrates, e tratava a Medicina à maneira dos clássicos.  Morreu em Paris aos 59 anos no dia 22 de Janeiro de 1586, depois de haver previsto, segundo relatos, a data de sua morte, como havia feito, dez anos antes Girolamo Cardano.

## Obras
Dos vários livros que escreveu, o mais estimado é um Comentário sobre as Orientações de Hipócrates (Commentaire sur les Coaques d'Hippocrate,” Paris, 1621). Porém ele morreu antes de concluir este trabalho. Johannes Duretus (1563-1629), seu filho, fez a revisão da obra, e a publicou sob o título, “Hippocratis magni Coacæ prœnotiones: opus admirabile, in tres libros distributum, interprete et enarratore L. Dureto.”
- Adversaria, enarrationes et scholia in Jac. Hollerii opera practica, et scholia in ejusdem librum de morbis internis, Paris, 1571.
- Hippocratis magni Coacæ prœnotiones ; opus admirabile in tres libros distributum, interprete et enarratore L. Dureto Segusiano, Paris, 1588.
- In magni Hippocratis librum de humoribus purgandis et in libros tres diæta acutorum, L. Dureti Segisiani commentarii interpretatione et enarratione insignes, Paris, J. Jost, 1631 (comentários ditados em 1565-1566, e publicada pelo seu filho Jean Duret).